# Adriaen van Stalbemt
Adriaen van Stalbemt (Antwerpen, 12 juni 1580 - aldaar, 21 september 1662) was een Vlaamse barokschilder en prentkunstenaar die bekend staat om zijn landschappen met religieuze, mythologische en allegorische taferelen. Hij was ook een begaafd figuurschilder die regelmatig werd uitgenodigd om de personage's te schilderen in composities van collega-schilders.>

## Biografie
Adriaen werd geboren in Antwerpen op 6 december 1580. Na de val van Antwerpen in 1585, verhuisde zijn familie om religieuze redenen naar Middelburg, waar hij waarschijnlijk zijn artistieke opleiding kreeg. In 1609, aan het begin van het Twaalfjarig Bestand, keerde Adriaen terug naar Antwerpen waar hij in 1609 meester werd van het Sint-Lucasgilde.

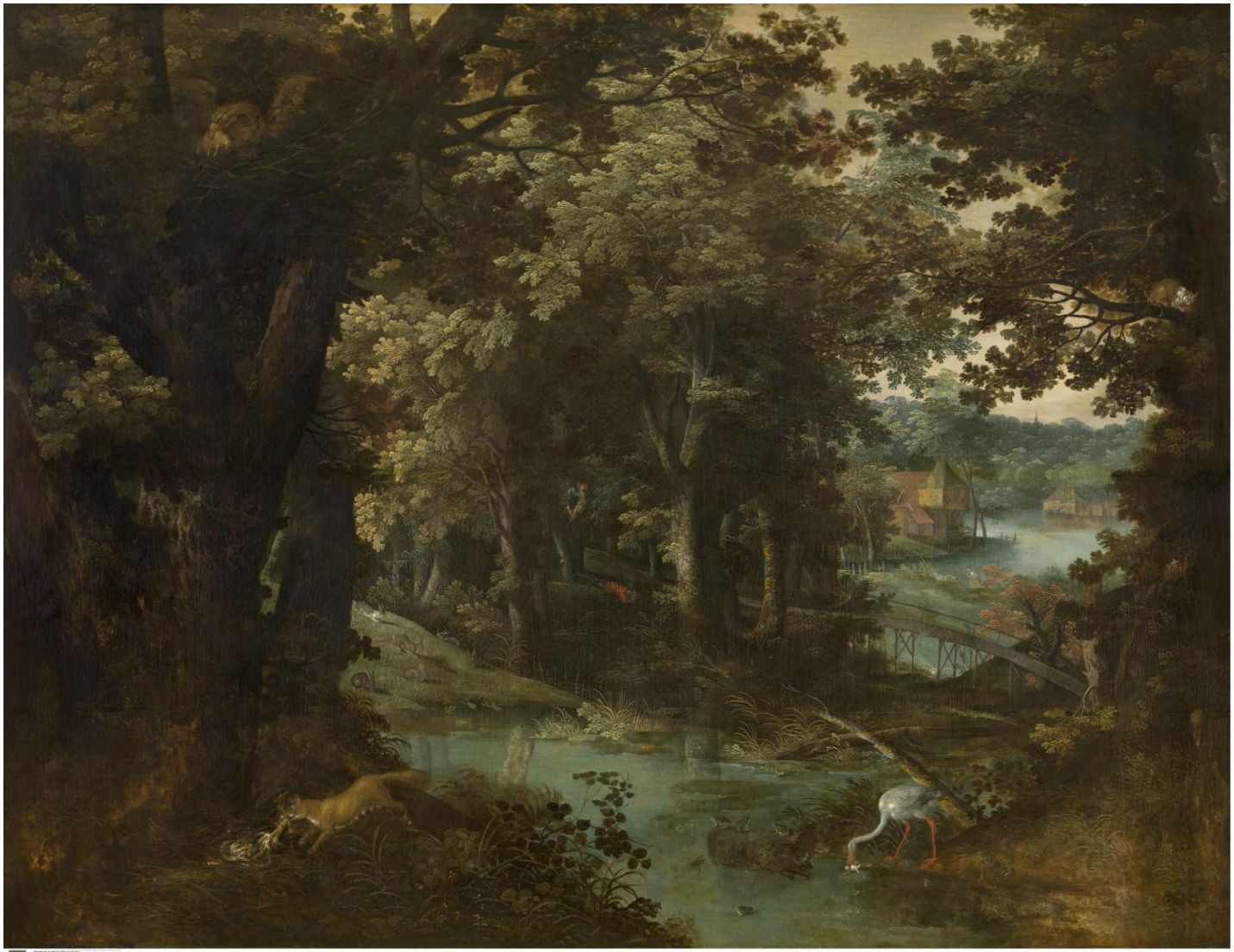
Landschap met dierenfabels

Op 5 mei 1613 trouwde van Stalbemt met Barbara Verdelft, dochter van de kunsthandelaar Jan Verdelft. Een dochter van het echtpaar stierf jong en het echtpaar bleef kinderloos. Na zijn huwelijk kwam de carrière van de kunstenaar op gang en kon het gezin een huis verwerven in het mondaine stadscentrum aan de Meir.
In het gildejaar 1618-1619 was hij deken van het gilde. In deze functie wist hij het herstel te verkrijgen van bepaalde privileges van de rederijkerskamer de Violieren, die verbonden was aan het gilde. Hij vestigde zich als schilder van landschappen, maar was ook een bekwaam personeels- en dierenschilder. Hij werkte in opdracht van de kunsthandelaar Peter Goetkint II voor wie hij kabinetschilderijen maakte, d.w.z. kleine schilderijtjes op koper die in kasten werden ingebouwd. Hij maakte ook schilderijen voor de Antwerpse kunsthandelaar Chrysostomos van Immerseel.
In 1633 was de kunstenaar ongeveer tien maanden actief in Londen. Cornelis de Bie meldde dat koning Karel I van Engeland de kunstenaar naar Engeland had uitgenodigd. Tijdens zijn verblijf schilderde hij twee landschapsgezichten van Greenwich met koning Karel I en koningin Henrietta Maria (nog steeds in de Koninklijke Verzameling).

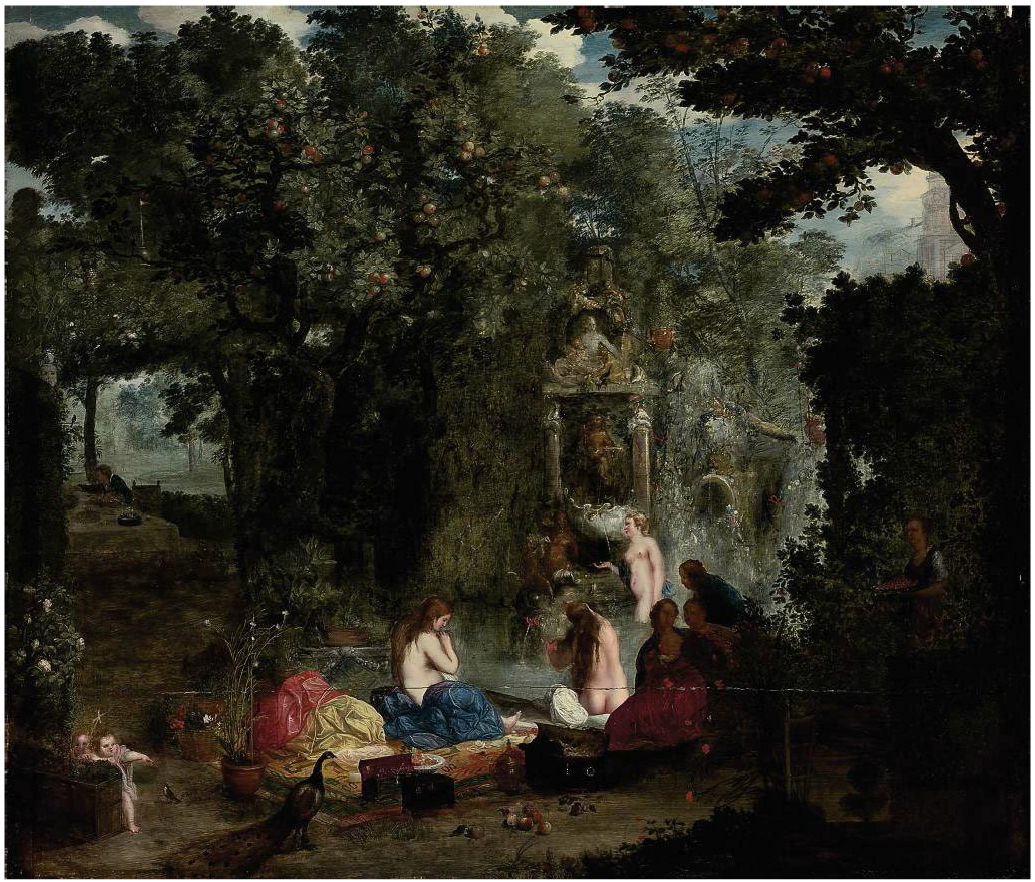
Klassiek landschap met nimfen badend in een grot

Hans Mesmaeckers was een van zijn leerlingen. Judith, een zus van Adriaen van Stalbemt, was getrouwd met de schilder Hans Verdelft de Jonghe. Tot op tachtigjarige leeftijd bleef Adriaen actief als schilder. De kunstenaar had zich bij zijn huwelijk weer tot het katholicisme bekeerd, maar was kort voor zijn dood weer tot het protestantse geloof teruggekeerd. Hij stierf op 21 september 1662 in Antwerpen en werd begraven op het kerkhof van de hervormde kerk van Putte.. Zijn grafsteen is opgenomen in het monument voor Jacob Jordaens.

## Werk
Van Stalbemt was een veelzijdig kunstenaar die zowel als schilder als prentkunstenaar actief was. Hij was vooral bekend om zijn landschappen die meestal religieuze, mythologische en allegorische scènes bevatten. Slechts een klein aantal van zijn werken is gedateerd, wat het moeilijk maakt om een chronologie vast te stellen. Een van de referentiewerken voor toeschrijvingen is het Godenfeest in de Gemäldegalerie Alte Meister in Dresden, dat is gesigneerd en gedateerd 1622.

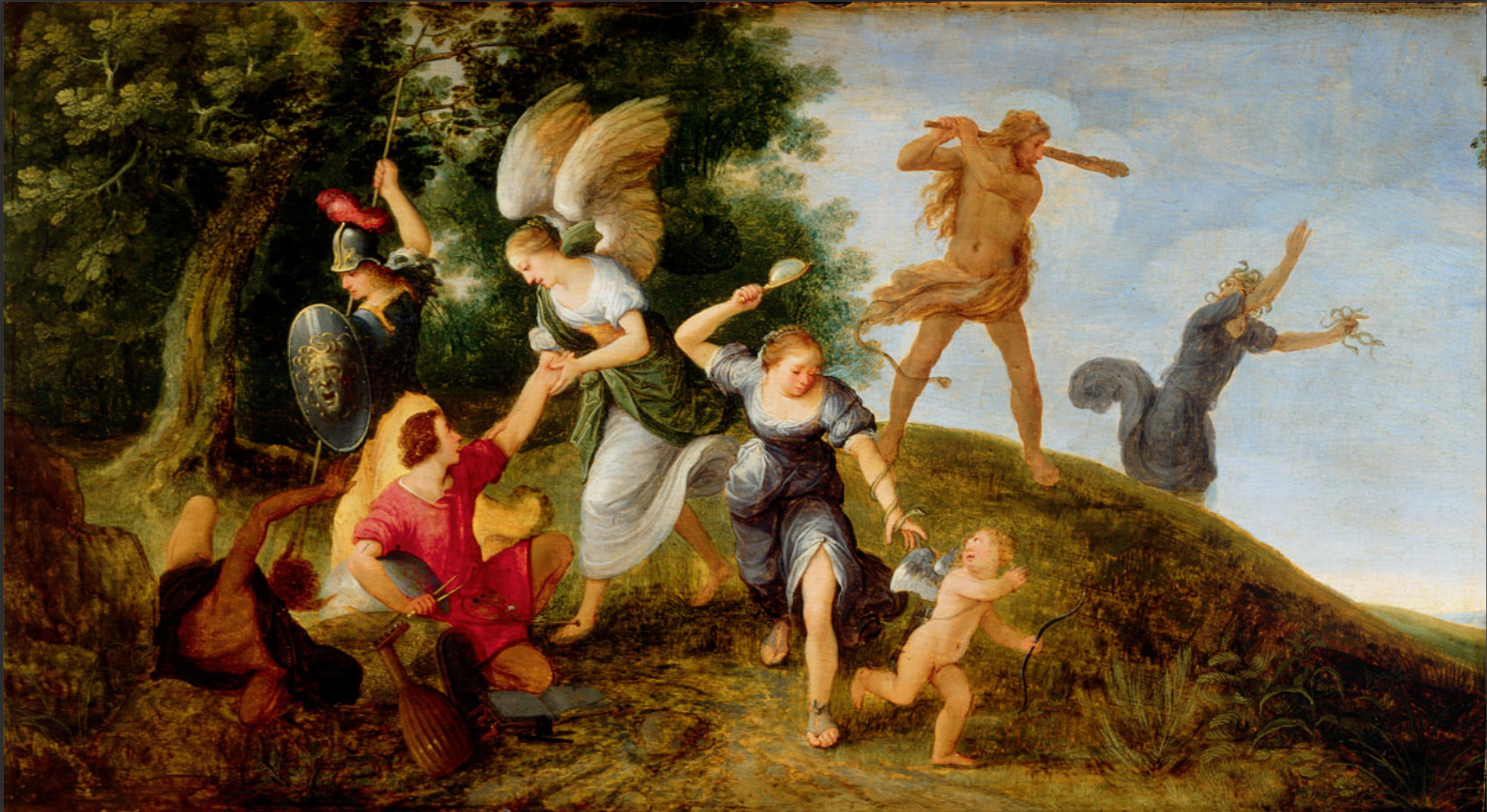
Beschermers van de jonge kunstenaar

Zijn stijl is wel omschreven als eclectisch, omdat deze de invloeden vertoont van verschillende kunstenaars zoals Jan Brueghel de Oude, Jan Brueghel de Jonge, Hendrick van Balen, Paul Bril en Adam Elsheimer. Zijn landschappen zijn ook beïnvloed door Gillis van Coninxloo. Samen met Abraham Govaerts wordt van Stalbemt beschouwd als een van de beste navolgers en navolgers van Jan Brueghel de Oude. Verschillende kenmerken helpen zijn werken te onderscheiden van die van Breughel: om het gebladerte en de kleur van de huizen weer te geven gebruikte hij lichtgeel in plaats van roze zoals Jan Brueghel de Oudere deed.
Hij legde zich toe op het schilderen van landschappen en portretten. Soms werkte hij hierbij samen met andere schilders zoals Pieter Brueghel de Jonge. Oorspronkelijk werden aan van Stalbemt een aantal 'schilderijen van kunstgalerijen' of 'schilderijen van kunstverzamelingen' toegechreven. Men gaat er nu van uit dat deze schilderijen het werk zijn van nog niet geïdentificeerde figuurschilders. Andere galerieschilderijen die vroeger aan van Stalbemt werden toegeschreven, worden nu toegeschreven aan Hieronymus Francken de Jongere. Toch zijn sommige kunsthistorici nog steeds van mening dat van Stalbemt ook in dit genre actief was.
Daarnaast maakte hij etsen. Een reeks landschapsprenten van zijn hand stelt respectievelijk een kustzeegezicht met schepen, een watermolen, een windmolen, ruïnes en een kasteel op een berg voor.

### Andere werken

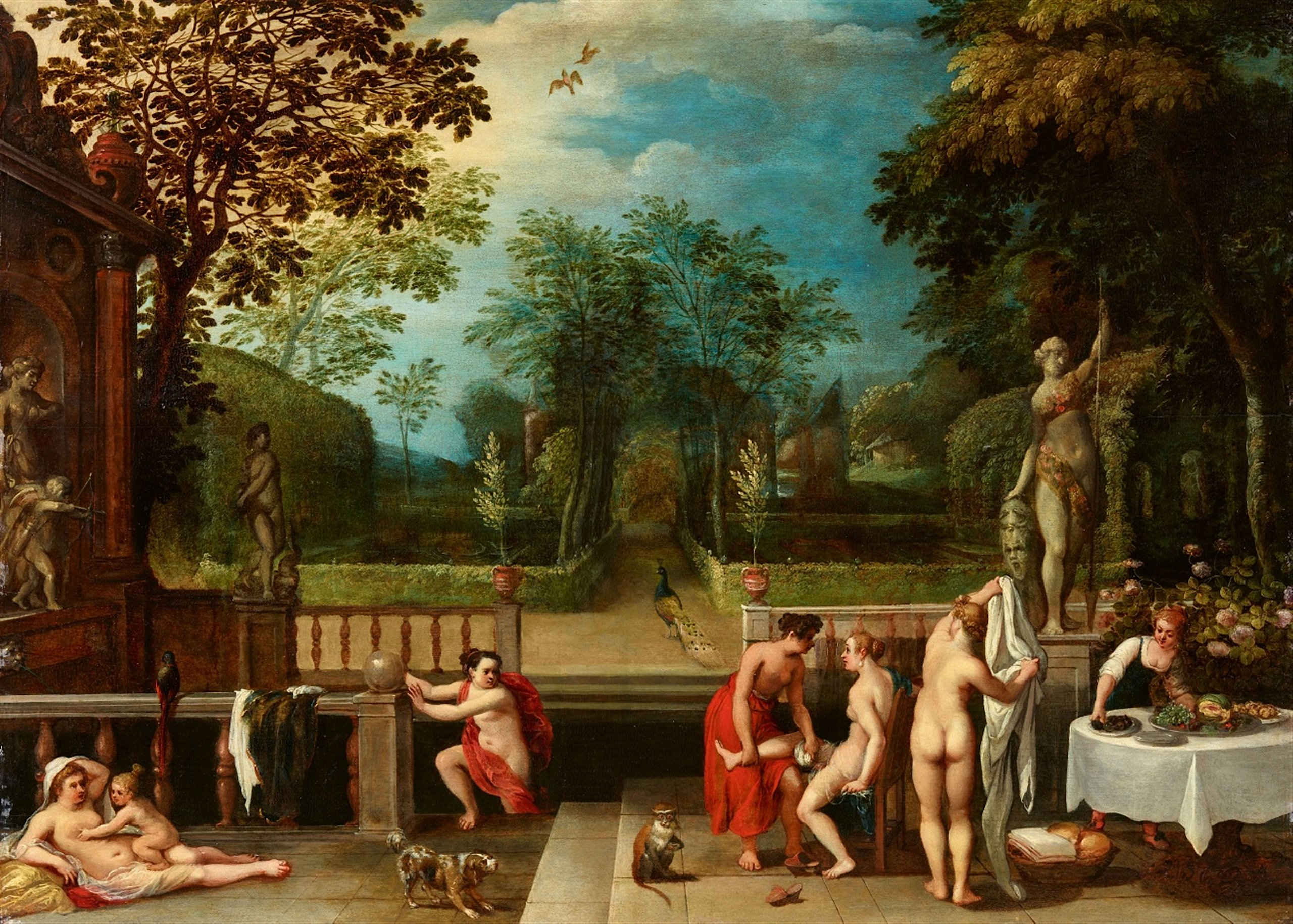
Badende nimfen in een parklandschap
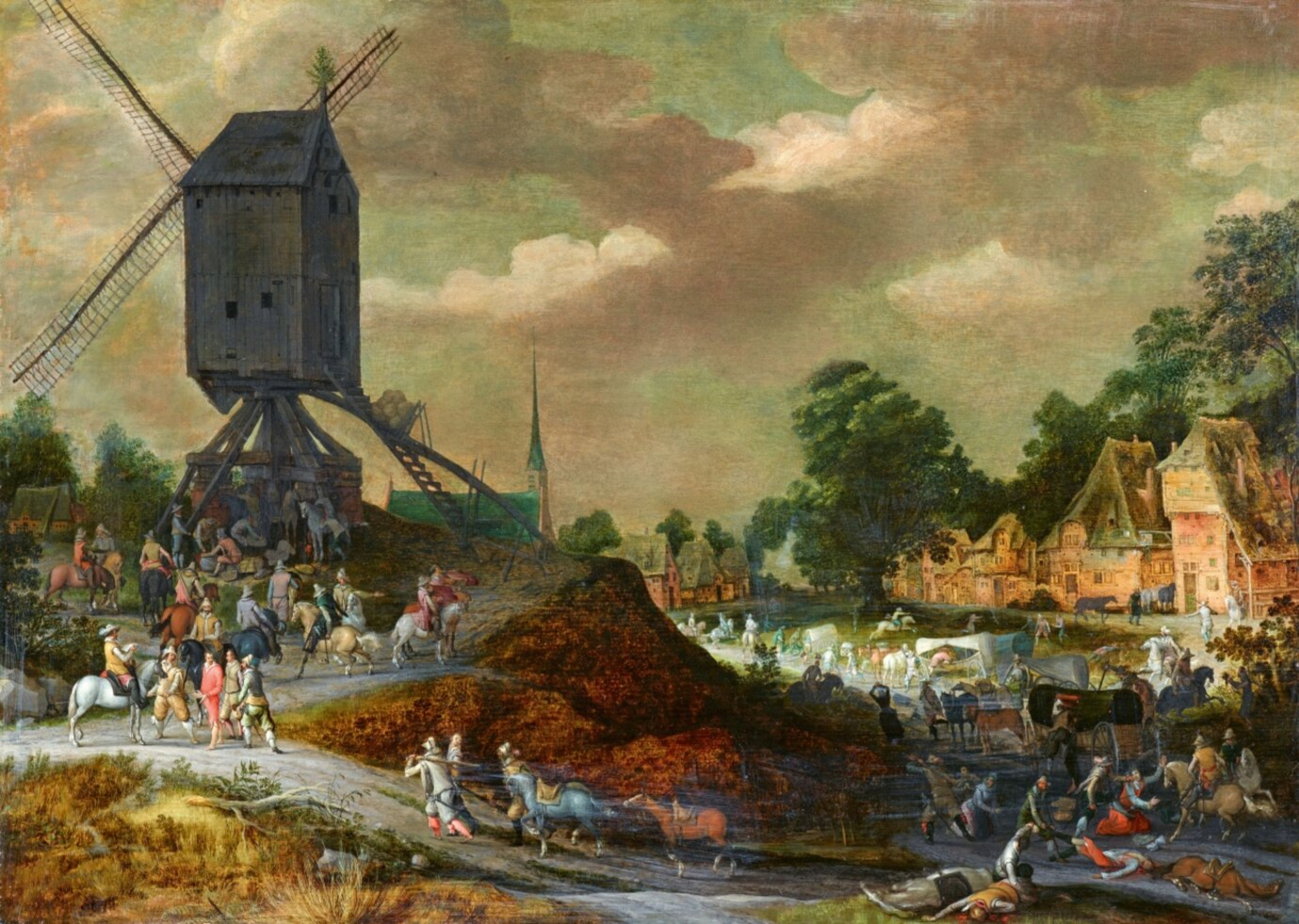
Molen aan een rivieroever
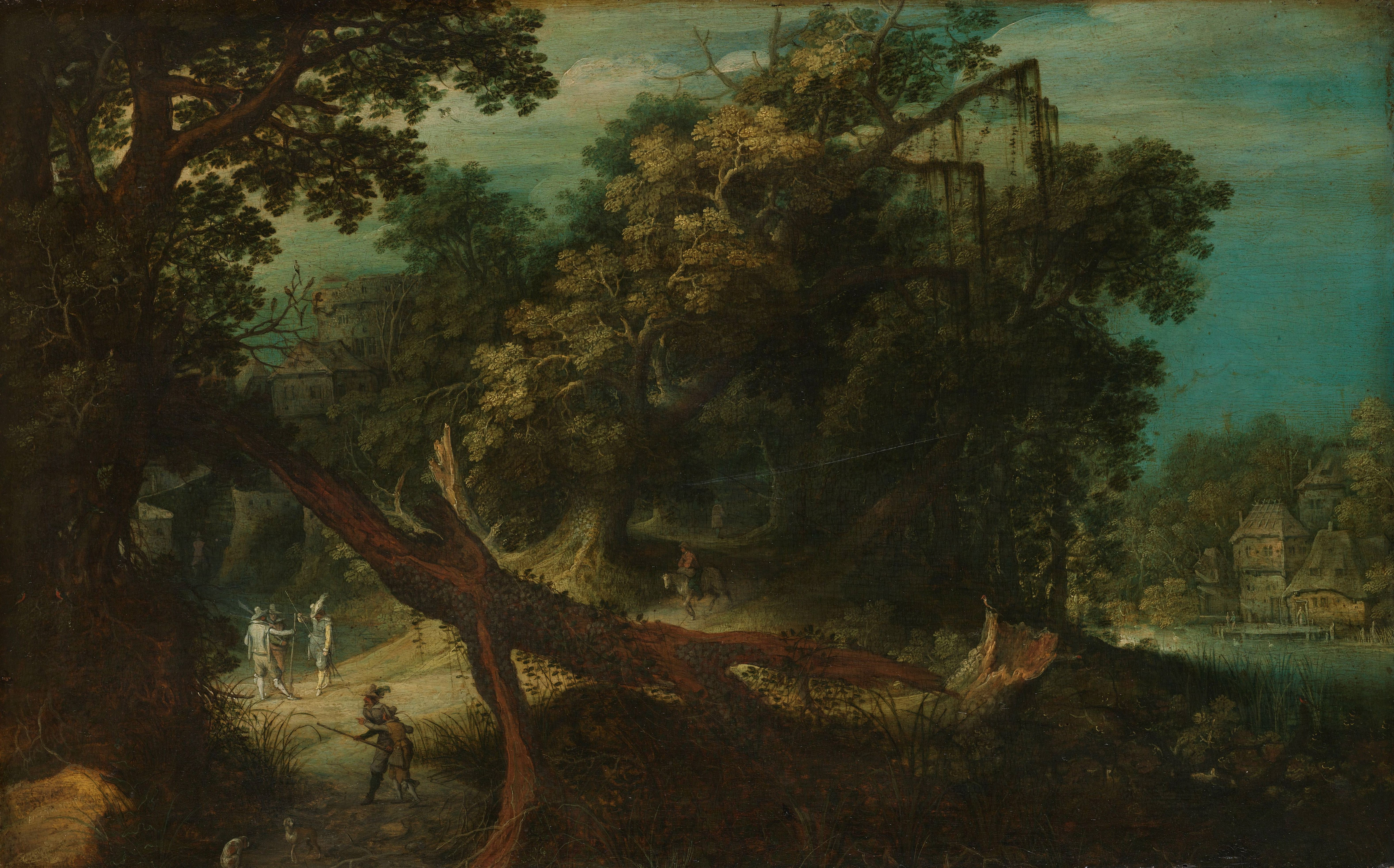
Bergachtig landschap
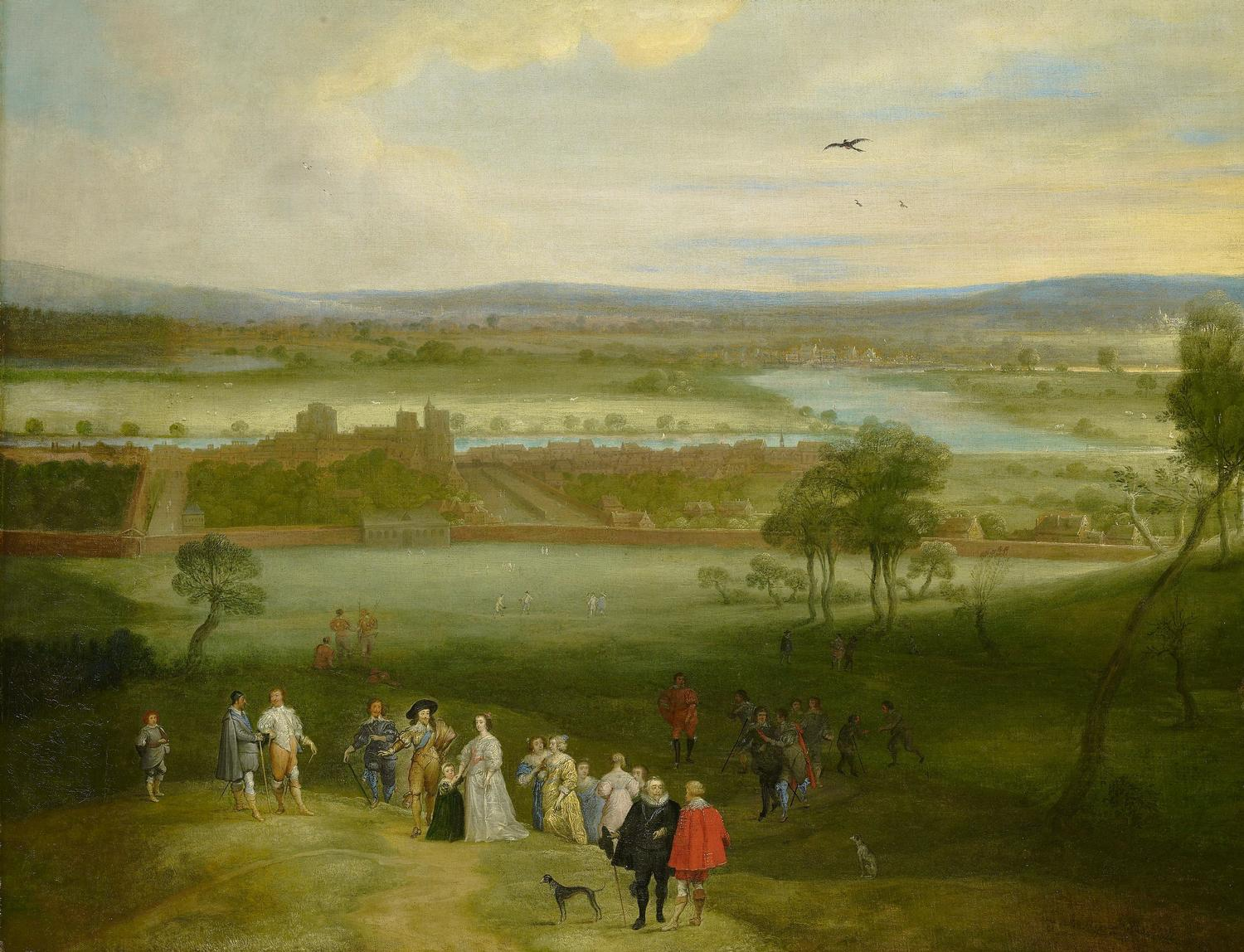
Zicht op Greenwich